# Bartolomé Loudet
Bartolomé Loudet fue un químico francés del siglo XIX que emigró hacia Argentina donde se convirtió en un pionero de la fotografía.

## Biografía
Bartolomé Loudet nació en Toulouse, Francia, en 1823.
Tras recibirse de químico emigró al Estado de Buenos Aires y arribó a la ciudad de Buenos Aires a fines del año 1852, junto a sus compatriotas los pintores Amadeo Jacques, Alfredo Cosson y Alejandro Peyret, todos egresados de la Escuela Normal de París.
En la ciudad de Buenos Aires se desempeñó como ayudante en el Estudio Fotográfico de Emilio Lahore hasta que en 1861 abrió en la calle de la Piedad (hoy Bartolomé Mitre) N° 344 la Galería San Miguel, primera casa de fotografía artística en la ciudad.
A partir de su novedoso oficio tuvo trato habitual con personalidades de la época que fueron sus clientes, como Domingo Faustino Sarmiento, Bartolomé Mitre y Nicolás Avellaneda. Para 1870 contaba con 27000 negativos.
En 1878 pasó a trabajar con él en calidad de dependiente Alejandro Witcomb. Bartolomé Laudet murió súbitamente en su ciudad adoptiva en 1887 y a su muerte Witcomb se hizo cargo del negocio, que trasladó a la calle Florida al estudio que adquirió a Christiano Junior.
El archivo fotográfico, que pasó también a Witcomb, pasaría con el tiempo al acervo del Archivo General de la Nación.
Estaba casado con Elena Bourcou. Sus hijos Osvaldo Loudet (1862-1894) y Emilio Loudet (1872-1923) fueron destacados médicos, al igual que su nieto, llamado también Osvaldo Loudet.